# Max Georg von Spallart
Max Georg Neumann von Spallart (* 25. April 1897 in Olmütz; † nach 1926) war ein österreichischer Theaterkapellmeister und Komponist aus der Familie Neumann-Spallart.

## Leben
Max Georg Neumann von Spallart wurde als Sohn des österreichischen Offiziers Anatol von Neumann-Spallart und dessen Ehefrau Berta Maria (geb. Hoenig) in Olmütz geboren. Seine Großmutter war die österreichische Komponistin Gabrielle von Neumann-Spallart, sein Großvater der österreichische Volkswirt und Statistiker Franz Xaver von Neumann-Spallart. 
Nach dem Besuch des Gymnasiums studierte Max Georg Neumann von Spallart zunächst Philosophie in Wien. Seine musikalische Ausbildung erhielt er zwischen 1912 und 1914 an der Universität für Musik und darstellende Kunst Wien sowie privat bei Eugène Thomas (Theorie und Klavier). Nach der Teilnahme am Ersten Weltkrieg schrieb er sich am Genfer Konservatorium ein und erhielt nebenbei privaten Klavier- und Theorieunterricht bei dem berühmten Schweizer Komponisten und Organisten Otto Barblan. Die Kapellmeisterlaufbahn begann Max Georg von Spallart 1920–1921 am Stadttheater Graudenz. Als weitere Stationen folgten: Reichshallentheater und Stadttheater Erfurt (1920–1921), Stadttheater Minden (1921–1922), Schauburg Hannover (1922), Stadttheater Sohlingen sowie die Sommeroper in Ballenstedt (1922–1923), Herzogliches Schauspielhaus Gera (1923), Theater Gera (1924–1925), Stadttheater Bautzen (1925–1926). Seit 1926 war er Kapellmeister am Stadttheater Zwickau.

## Werke
- Musik zu "Judith" von Friedrich Hebbel für kleines Orchester (1921, UA Minden 1922)
- Musik zu "Die versunkene Glocke" von Gerhart Hauptmann für großes Orchester (1921–1922, UA Minden 1922)
- 3 Lieder (UA Berlin 1922)
- Musik zu "Jedermann" von Hugo von Hofmannsthal für großes Orchester (UA Bautzen 1925)